# Camptomyces melanopus
Camptomyces melanopus är en svampart som beskrevs av Thaxt. 1894. Camptomyces melanopus ingår i släktet Camptomyces och familjen Laboulbeniaceae.   Inga underarter finns listade i Catalogue of Life.